# غواصة تايب 209
الغواصة تايب 209 هي فئة من الغواصات التي تعمل بالديزل والكهرباء، وهي غواصة هجومية صنعت خصيصا للتصدير من قبل هووالدتسويركي-ديوتشي ويرفت الألمانية. صمم وصنع النموذج الأصلي (نوع 209/1100) في أواخر عام 1960.
في عام 1955، سُمح لألمانيا الغربية ببناء غواصة، خضعت لقيود من حيث الوزن، لسلاح البحرية الألماني (تزن 400 طن فقط) من فئة 205، وذلك كبداية لإنشاء سلاح غواصات حربية. وكانت الخطوة الأولى في هذا الإطار بطيئة، وقد فُوض تصميم هذه الغواصة إلى مكتب خاص يُسمى إينجينيوركونتور، أسسه المصمم السابق لغواصات (U) الألمانية د. أولريخ غابلر.
وكانت الغواصات التي تزن 400 طن هي الأولى، التي وُضعت قيد الخدمة الفعلية في سلاح البحرية في ألمانيا. وتبعتها 18 غواصة فئة 206 إلى الدانمارك، وغواصة فئة 207 إلى النرويج. ولكن النجاح العظيم لمكتب تصميم الغواصات الألمانية سالف الذكر، كان بناء سلسلة الغواصات من الفئة 209.
منذ أوائل عقد السبعينيات، كانت هذه الغواصات التي تزن 1100 إلى 1400 طن، تعمل في بحريات الأرجنتين والبرازيل وتشيلي وكولومبيا والإكوادور واليونان وإندونيسيا والبيرو، وكوريا الجنوبية وتركيا وفنزويلا. وتبع ذلك بيع غواصة أكبر حجماً من الفئة التي تزن 1500 طن إلى الهند، تحت اسم شيشومار. وقد صنعت كلّ هذه الغواصات في ميناء (كييل). وهو ما دعا سلاح البحرية الألمانية، بتكليف مكتب آخر يحمل اسم تايسن هوردسيويركي في أدمن، لبناء غواصات أخرى أثقل وزناً، والذي نجح في بيع غواصتين من فئة TR1700 إلى الأرجنتين، في أواخر عقد السبعينيات.
لم تشهد غواصة تقليدية في العالم نجاحاً، مثلما شهدته الغواصة من الفئة تايب 209، حيث يوجد منها الآن في الخدمة 59 غواصة، موزعة على بحار 14 دولة، كالآتي: واحدة في الأرجنتين، وأربعة في البرازيل، واثنتان في تشيلي، واثنتان في كولومبيا، واثنتان في الإكوادور، وثمانية في اليونان، وأربعة في الهند، واثنتان في إندونيسيا، وتسعة في كوريا الجنوبية، وستة في بيرو، وعشرة في تركيا، واثنتان في فنزويلا. وقيد البناء أربعة لتركيا  ، وثلاثة في مصر وواحدة قيد البناء لمصر.
يتحدد مستوى التسليح ونوعية الرادارات والسونارات ووسائل الحرب الإلكترونية طبقاً لاحتياجات الدول المستخدمة، وكذلك طبقاً للوزن من هذه الفئة (تايب 209، تايب 1100، وتايب 1200، وتايب 1300، وتايب 1400، وتايب 1500). ولهذه الغواصات بدن أحادي مع خزانَين للتوازن، وخزانات موازنة أمامية وخلفية.